# الشرج (الملاح)

تعديل مصدري - تعديل

الشرج هي إحدى قرى عزلة الملاح بمديرية الملاح التابعة لمحافظة لحج، بلغ تعداد سكانها 219 نسمة حسب تعداد اليمن لعام 2004.